# Kommentar zum Neuen Testament aus Talmud und Midrasch
Der Kommentar zum Neuen Testament aus Talmud und Midrasch gilt als Standardwerk der Bibelwissenschaft. Es handelt sich um eine Anthologie mit dem Ziel, „den gesamten der Erläuterung des Neuen Testaments dienlichen Stoff aus der altjüdischen Literatur zu sammeln, zu sichten und in zuverlässiger Übersetzung bequem zugänglich zu machen.“ Er ist das wissenschaftliche Hauptwerk des Landpfarrers Paul Billerbeck und wurde zur Gänze von ihm erarbeitet. Da der Autor in der akademischen Öffentlichkeit unbekannt war, wurde der mehrbändige Kommentar von Hermann Leberecht Strack († 1922) gemeinsam mit Paul Billerbeck herausgegeben. Deshalb wird das Werk zuweilen als Strack/Billerbeck zitiert. Die korrekte Zitierweise ist: Bill., Band, Seitenzahl.

## Inhalt der einzelnen Bände
1. Das Evangelium nach Matthäus (1922)
2. Das Evangelium nach Markus, Lukas und Johannes und die Apostelgeschichte (1924)
3. Die Briefe des Neuen Testaments und die Offenbarung Johannis (1926)
4. Exkurse zu einzelnen Stellen des Neuen Testaments (2 Bände 1928)
5. Rabbinischer Index. Hrsg. von Joachim Jeremias; bearbeitet von Kurt Adolph (1955)
6. Verzeichnis der Schriftgelehrten. Geographisches Register. Hrsg. von Joachim Jeremias in Verbindung mit Kurt Adolph (1961).

## Methodik
Der Kommentar präsentiert sein Material in der Reihenfolge des Neuen Testaments, wobei synoptische Parallelen bei ihrem ersten Vorkommen im Matthäusevangelium kommentiert werden. Billerbeck durchsuchte die ganze ihm zugängliche rabbinische Literatur nach Texten, die in irgendeiner Weise für das Neue Testament relevant sein konnten und übersetzte diese Texte ins Deutsche. Dabei ging er wie zeitgenössische Fachleute davon aus, dass es ein „normatives Judentum“ gegeben hätte, vertreten durch die Pharisäer und Rabbinen und dokumentiert in Mischna und Talmud. Diese Textcorpora haben deshalb für Billerbeck einen Vorrang bei der Erstellung seiner Quellensammlung; den in Mischna und Talmud niedergelegten Regeln wird zugetraut, dass sie den Alltag zur Zeit Jesu geprägt hätten.
Die Kriterien, nach denen Billerbeck auswählte, was relevant war, wurden nicht reflektiert. Meist sind es Realia, Sitten und Bräuche, theologische Vorstellungen. Er sammelte alles, was er fand. Das Material wird dem Leser in Form eines Textzitats ohne Kontext „aufgetischt“; die Interpretation muss der Leser selbst leisten, beziehungsweise er muss sich den interpretierenden Bemerkungen Billerbecks anvertrauen.
Einige Exkurse sind in den Bänden I bis III an passender Stelle eingeschoben, um den Umfang des vierten Bandes zu entlasten. Diese Exkurse behandeln jüdische Themen, die für christliche Bibelleser interessant waren.

## Kritik
Bei dem Erscheinen des Kommentars erhielt Paul Billerbeck für die geleistete enzyklopädische Arbeit von allen Seiten Anerkennung, auch von jüdischen Rezensenten. Billerbecks Übersetzungen gelten als zuverlässig; dass er nur die zu seiner Zeit erhältlichen Texteditionen benutzen konnte, ist selbstverständlich (ebenso, dass ihm die Schriftrollen vom Toten Meer unbekannt waren).
Die Quellen wurden von Billerbeck als Steinbruch genutzt, ihre Entstehungszeit und weitgehend auch der Kontext, in dem Billerbeck fündig geworden war, wurden ignoriert. Es entsteht also kein zutreffendes Bild der rabbinischen Literatur durch die Beschäftigung mit Strack/Billerbeck. Samuel Sandmel merkte an, dass Strack/Billerbeck Fachleute für das Neue Testament dazu verleite, sich eine Kenntnis des rabbinischen Schrifttums zuzutrauen, die sie nicht haben.
Quantität geht in diesem Kommentarwerk auf Kosten von Qualität. Die angehäufte Masse an Fundstellen wurde keiner Relevanzprüfung unterzogen, erhob aber den Anspruch, damit sei dem Leser das ganze relevante Material vorgelegt worden.
Die Absicht beider Herausgeber, dem Leser des Neuen Testaments die jüdische Lebenswelt von Jesus, den Aposteln und der Urgemeinde zu erschließen, wurde insgesamt nach Meinung namhafter Kritiker (wie Jacob Neusner, E. P. Sanders) verfehlt, da Texte, die Jahrhunderte nach dem Neuen Testament entstanden sind, eine andere Lebenswelt beschreiben.
Für Paul Billerbeck war es ausgemacht, dass eine Aussage des Neuen Testaments, die eine Parallele in der rabbinischen Literatur hatte, diesem jüdischen Pendant überlegen sein musste. Zu diesem vorhersagbaren Ergebnis kommt jeder Vergleich rabbinischer und neutestamentlicher Texte. Diese Tendenz tritt besonders in den thematischen Exkursen des vierten Bandes hervor; das pharisäische Judentum gibt den dunklen Hintergrund ab, vor dem sich das junge Christentum profilieren kann. Trotzdem sollte der Kommentar, so Berndt Schaller, nicht pauschal als antisemitisch charakterisiert werden; denn im Vorwort des ersten Bandes grenzen sich beide Herausgeber klar vom Antisemitismus ihrer Zeit ab (Strack hatte sich in dieser Hinsicht eindeutig positioniert). Doch hatte der Kommentar durch die beschriebene strukturelle antijüdische Prägung eine problematische Wirkungsgeschichte; er war ein nützliches Werkzeug in den Händen von antisemitischen Theologen wie Walter Grundmann.
Nach dem Urteil von Bernd Schaller ist Strack/Billerbeck als Fundgrube bis heute durch kein vergleichbares Werk ersetzt worden, als Quellenersatz aber problematisch; hier gelte das Bonmot, das Walter Bauer schon 1929 prägte: dieses Werk gehöre „nicht zu denen, die sich ohne Gefahr für den Dieb ausplündern lassen.“

## Rezeption
Als Nachschlagewerk wurde und wird Strack/Billerbeck sehr breit rezipiert. Besonders hervorzuheben ist, dass Joachim Jeremias dieser Quellensammlung uneingeschränkt positiv gegenüberstand.

## Textausgabe (C. H. Beck, München)
1. Das Evangelium nach Matthäus. 10. unveränderte Auflage, München 1994. ISBN 978-3-406-02723-9.
2. Das Evangelium nach Markus, Lukas und Johannes und die Apostelgeschichte, 10. unveränderte Auflage, München 2009. ISBN 978-3-406-02725-3
3. Die Briefe des Neuen Testaments und die Offenbarung Johannis, 9. unveränderte Auflage, München 1994. ISBN 978-3-406-02727-7.
4. Exkurse zu einzelnen Stellen des Neuen Testaments, Abhandlungen zur neutestamentlichen Theologie und Archäologie. Zwei Teile. 9. Auflage, München 1979. ISBN 978-3-406-02729-1.
5. / 6. Rabbinischer Index. Verzeichnis der Schriftgelehrten. Geographisches Register.  Hrsg.: Joachim Jeremias, Kurt Adolph. 6. Auflage, München 1979. ISBN 978-3-406-02731-4.

## Textausgaben online
- Open Library: Das Evangelium nach Matthäus
- Open Library: Das Evangelium nach Markus, Lukas und Johannes und die Apostelgeschichte
- Open Library: Die Briefe des Neuen Testaments und die Offenbarung Johannis
- Teilweise online bei google: Exkurse zu einzelnen Stellen des Neuen Testaments
- Teilweise online bei google: Indexbände 5 und 6